# سيدي بولعلام
سيدي بولعلام (بالإنجليزية: SIDI BOULAALAM)‏ هي جماعة قروية تابعة لإقليم الصويرة ضمن جهة مراكش - تانسيفت - الحوز بالمغرب. بلغ مجموع عدد سكان سيدي بولعلام  حسب إحصاءات 2004 حوالي 7880 نسمة يعيشون في 1310 أسرة.